# Caracatița 3
Caracatița 3 (în italiană La piovra 3) este al treilea miniserial al serialului italian de televiziune Caracatița.
Miniseria în șapte episoade, în regia lui Luigi Perelli, a fost difuzată pentru prima dată în Italia de la 5 aprilie la 13 aprilie 1987 pe Rai Uno, duminică și luni la ora 20,30. Rolurile principale au fost interpretate de Michele Placido, Giuliana De Sio, Marie Laforêt, Luigi De Filippo, Remo Girone, Alain Cuny, Francisco Rabal, Lino Capolicchio, Paul Guers și Adalberto Maria Merli.
În comparație cu miniseria precedentă, prima difuzare a acestei miniserii în Italia a înregistrat o scădere de audiență, dar a rămas totuși foarte înaltă: o medie de peste 12 milioane de telespectatori (46,11% share).

## Rezumat
Comisarul Corrado Cattani (Michele Placido), marcat de moartea celor dragi și a prietenilor săi de mâna „caracatiței” însetate de sânge, a intrat într-un stare gravă de criză pentru că mărturia depusă de el în fața judecătorilor la procesul cu care s-a încheiat miniseria precedentă, nu a produs efectul dorit: unii dintre cei acuzați ca responsabili pentru moartea soției sale, Else, și a fiicei sale, Paola, - avocatul Terrasini (François Périer) și profesorul Laudeo (Paul Guers) - au fost condamnați la pedepse foarte ușoare și aveau condiții bune de detenție, în timp ce contesa Olga Camastra (Florinda Bolkan) a fost achitată din lipsă de probe.
Cu ajutorul abatelui Lovani (Francisco Rabal), care l-a primit la mănăstirea sa, Corrado încearcă să-și depășească starea de disperare interioară gravă, se rupe de lume, dar apoi decide să se întoarcă la luptă împotriva criminalității organizate, fiind ademenit de un agent american de la  DEA (Brigada Antidrog): Bert Di Donato.
El se transferă la Milano și începe să investigheze evenimentele legate de Banca Antinari care, după cum susține Bert, era implicată într-o afacere dubioasă din care făcea parte și Laudeo. După o serie de evenimente, Corrado va fi implicat într-o poveste de dragoste cu onesta jurnalistă Giulia Antinari (Giuliana De Sio), care îl prezintă familiei. El face astfel cunoștință cu personaje dubioase cum sunt directorul general Dino Alessi (Adalberto Maria Merli), care făcea parte dintr-o organizație ocultă ce intenționa să efectueze trafic clandestin cu uraniu în Orientul Mijlociu și care era organizată de Nicola Antinari (Alain Cuny) și de Tano Cariddi (Remo Girone). Acesta din urmă era un ajutor al bătrânului proprietar al băncii, Nicola Antinari, și va ajunge în cele din urmă la putere, susținut de către Mafia siciliană.
Carlo Antinari (Pierre Vaneck), tatăl Giuliei și fiul lui Nicola Antinari, va fi ucis în curând pentru că a refuzat să se supună jocului diabolic impus de tatăl său: patronarea traficului ilegal de uraniu, destinat a salva sucursala Băncii Antinari din Hong Kong de la un faliment sigur.
Tano Cariddi îl va ucide pe Dino Alessi la ordinul bătrânului Antinari și se va dovedi a fi un aliat al Mafiei, reprezentată de o veche cunoștință a lui Cattani: avocatul Terrasini, care abia fusese eliberat din închisoare.
Intrat în afaceri cu Kemal Yfter, un traficant internațional de arme, și cu profesorul Mattinera, un politician corupt, Antinari, acompaniat de credinciosul Terrasini, va ajunge la punctul de a-și realiza planul sinistru, dar sunt opriți de curajosul comisar Cattani, care va reuși să le zădărnicească planurile. 
Vechea „caracatiță” va suferi o lovitură devastatoare, la sfârșitul celei de-a treia miniserii: Nicola Antinari se va sinucide pentru a nu fi arestat, Terrasini va fi omorât de Tano Cariddi cu aprobarea liderului mafiot cunoscut ca „il Puparo”. Aceasta îi va da lui Tano dreptul de a-i lua locul lui Terrasini.
Kemal Yfter va fi arestat, Mattinera va fi ucis pentru a fi împiedicat să vorbească, iar aceeași soartă o va avea și profesorul Laudeo, ucis în închisoare pentru a nu-i putea dezvălui planul comisarului Cattani.
Deși comisarul Cattani a obținut o mare victorie, el a pierdut însă dragostea Giuliei, destinată să revină la Milano pentru a conduce banca, împreună cu Tano Cariddi, cel care va fi din acel moment personajul negativ principal al seriei următoare.

## Distribuție
- Michele Placido: comisarul Corrado Cattani
- Giuliana De Sio: Giulia Antinari
- Luigi De Filippo: judecătorul Venturi
- Alain Cuny: Nicola Antinari
- Remo Girone: Tano Cariddi
- Marie Laforêt: Anna Antinari
- Francisco Rabal: abatele Lovani
- Pierre Vaneck: Carlo Antinari
- Lino Capolicchio: profesorul Mattinera
- Paul Guers: profesorul Gianfranco Laudeo
- Cyrus Elias: Bert Di Donato, agent D.E.A.
- Franco Trevisi: Kemal Yfter
- Alice Di Giuseppe: Greta Antinari
- Adalberto Maria Merli: Dino Alessi
- Elio Polimeno: Tonno
- François Périer: avocatul Terrasini
- Marcello Tusco: „il Puparo”, liderul mafiot
- Giampiero Albertini: senatorul Tarsoni
- Luigi Diberti: Ettore Salimbeni

### Dublaje în italiană
- Giorgio Piazza: Nicola Antinari
- Michele Gammino: avocatul Terrasini
- Maria Pia Di Meo: Anna Antinari
- Luciano De Ambrosis: abatele Lovani
- Gigi Reder: judecătorul Venturi
- Cesare Barbetti: Carlo Antinari
- Riccardo Cucciolla: profesorul Gianfranco Laudeo
- Renato Cortesi: Bert Di Donato, agent D.E.A.
- Elio Zamuto: Tonno